# Martin Prince
Martin Prince, Jr er en fast karakter i The Simpsons.

## Personlighed
Prince fremstilles som en "stræber i skolen," der værdsætter dét at lære, og dét at formidle hans viden. Han gør en overordentlig indsats for sine lektier, og holder sig ikke fra at kæle for detaljerne, og det kan ses, for i et afsnit får vi faktisk at vide at han har en IQ på 216. Når han skal præsentere hans hjemmearbejde, citeres han ofte for: "Behold!" – Efterfulgt af hvad han nu end vil præsentere. I et afsnit bliver han populær. Der er hedebølge i Springfield og da han køber en større og bedre pool end familien Simpsons' vil alle være sammen med ham. Den går senere i stykker og han er igen upopulær.
Samtidig er han forsigtig, og undgår helst "bøllerne" der gerne anser sig enhver chance til at provokere og håne Martin. I et afsnit får Bart Simpson dog konverteret ham til en lidt "hårdere og sejere" personlighed. I gengæld skulle Martin så hjælpe Bart med en prøve, der ville afgøre om han skulle gå fjerde klasse om eller ej. Men Martin var ikke længere interesseret i lektier og hjemmearbejde, og brød dermed aftalen.